# Potres u Zagrebu 2020.
U Zagrebu se u nedjelju, 22. ožujka 2020. u 6:24 sati dogodio potres lokalne magnitude 5,5 ML po Richteru. Euromediteranski seizmološki centar javio je da se epicentar nalazio 7 kilometra sjeverno od središta Zagreba (Markuševec), na dubini od 10 km.
U 7:01 sati uslijedio je još jedan potres jačine 5,0 stupnjeva po Richteru. Treće jače podrhtavanje tla zabilježeno je u 7:41 sati, jačine 3,7 po Richteru. U nešto više od 24 sata nakon prvoga potresa, na području Grada Zagreba zabilježeno je 57 dodatnih potresa. Prema podacima Seizmološke službe i Euromediteranskog seizmološkog centra najjači je bio magnitude 5,5 stupnjeva po Richterovoj ljestvici, a najslabiji 2,0 stupnja. Seizmološka služba objavila je da je do 14. travnja zabilježeno oko 145 potresa koje su osjetili građani, magnitude iznad 1,3 stupnja po Richterovoj ljestvici. Seizmografi su zabilježili još oko 850 potresa magnituda manjih od 1,3 stupnja.
U povijesnom središtu grada zabilježene su veće materijalne štete, oštećen je i vrh južnog tornja Zagrebačke katedrale. Gradonačelnik Grada Zagreba Milan Bandić proglasio je 23. ožujka 2020. prirodnu nepogodu uzrokovanu potresom na području Grada Zagreba.
Bio je to treći najjači potres u Zagrebu nakon Velikog potresa 1880. godine. Potres se dogodio u doba pandemije koronavirusa u Hrvatskoj.
U Zagrebu je u potresima ozlijeđeno ukupno 27 ljudi, dok je jedna osoba, 15-godišnjakinja iz Zagreba, umrla od zadobivenih ozljeda. Na godišnjicu njezine smrti predstavljena je Zaklada za obnovu bazilike Srca Isusova i izgradnju pastoralnog centra »Anamarija Carević« koja nosi ime poginule djevojčice.

## Prvi odgovor spasilačkih ekipa
Istoga dana 230 pripadnika Hrvatske vojske sudjelovalo je u raščišćavanju ruševina u središtu Zagreba. Upogonjeni su i inženjerijski strojevi i istovarivači koji su otpale fasade i crjepove utovarivali i odvozili iz središta grada. Hrvatska vojska i pripadnici skupine Bad Blue Boys sudjelovali su u preseljenju nedonoščadi i opreme iz Petrove bolnice. Ispred Klinike za infektivne bolesti dr. Frana Mihaljevića Hrvatska vojska podigla je tri šatora.
Odmah nakon prvoga potresa ekipe Crvenoga križa uputile su se na lokacije Klaićeve i Petrove bolnice, gdje su pacijentima koji su izašli podijelile deke i vodu. Na tri lokacije u gradu postavljeni su šatori Crvenoga križa predviđeni za smještaj ljudi u slučaju novoga potresa: Zrinjevcu, Trgu braće Mažuranića i Trgu Francuske Republike.
Vatrogasci Grada Zagreba u prvim su satima nakon potresa obavili dvjestotinjak hitnih intervencija. Radilo se uglavnom o zatočenim osobama u stanovima, dizalima i slično, no u tim prvim satima imali su i ozbiljne požare poput velikog požara centrale u Draškovićevoj ulici, trafostanice na Bukovcu i požara krovišta u Kozari putevima. Već prve minute nakon potresa dojavljeni su „požari” u dvjema bolnicama (na Srebrnjaku i u Petrovoj), a utvrđeno je da se ne radi o požarima, već o prašini koja se podigla kao posljedica pada žbuke nakon potresa. Za „požar” u Katedrali u 08:33 sati također se pokazalo da je od istog uzroka.[nedostaje izvor]
Vatrogasci su odradili 5440 hitnih intervencija na 3060 adresa na kojima je uklonjeno 4500 srušenih dimnjaka. Također, uklonjeno je 1300 dijelova objekata, uglavnom crijepova, cigli i dijelova zabatnih zidova/krovišta.

## Šteta na zgradama i infrastrukturi
U potresu je najteže pogođeno središte grada, a već prvotne informacije ukazale su kako je šteta velika. Potresi su izazvali niz oštećenja na kulturno-povijesnoj graditeljskoj baštini grada Zagreba, a među ostalim, oštećen je južni toranj Zagrebačke katedrale. Oštećene su i brojne stambene zgrade. Građani su javili da je u mjestima oko epicentra potresa – Podsljeme, Markuševec, Čučerje, Vugrovec, Kašina, Medvedski Breg, Trnava, Popovec, Vidovec – situacija također jako loša zbog uništenih kuća.

### Državne ustanove
Zgrada Hrvatskoga sabora na Gornjem gradu znatno je oštećena u potresu. Urušio se dio krova, oštećeni su dimnjaci, u sjeverozapadnom dijelu su popucali zidovi, pojavile se napukline po podovima, stepenicima, teško je stradao dvorišni dio jer su popadale cigle i dimnjaci, pojavile su se napukline i na pročelju i unutarnjim zidovima. Sabornica neće moći biti u funkciji neko vrijeme. S obzirom na znatna oštećena na zgradi, odlučeno je da Sabor nastavi zasjedati u staroj zgradi Ine u Šubićevoj ulici, iako je prvotno planirano da se sjednice održe u Gradskoj skupštini Grada Zagreba od čega se odustalo zbog različite procjene statičara o sigurnosti te zgrade.
U potresu su oštećeni i Banski dvori, sjedište Vlade Republike Hrvatske, ali zgrada ima manja oštećenja, te je statički pregled pokazao da nije problematična. Na glavnoj zgradi Ureda predsjednika Republike Hrvatske nema oštećenja, a na aneksu su se pojavila manja oštećenja. Oštećena je i zgrada Ministarstva financija u Katančićevoj ulici.
Potres je uzrokovao materijalnu štetu i na zgradama pravosudnih tijela. Najveće štete pretrpjele su zgrade Županijskog suda u Zagrebu, Državnog odvjetništva Republike Hrvatske i Vrhovnog suda Republike Hrvatske.

### Sakralni objekti i groblja
U potresu je oštećen južni zvonik Zagrebačke katedrale čiji se je vrh srušio. Golemi križ s vrha južnog tornja i desetak metara ispod njega odlomio se. Prema riječima nadbiskupa kardinala Josipa Bozanića, katedrala nema velikih unutarnjih oštećenja. Nakon uvida u stanje Nadbiskupskoga dvora zagrebački kardinal te ostali stanari Nadbiskupskog dvora privremeno su smješteni u Nadbiskupskom bogoslovnom sjemeništu na Kaptolu.
U potresu su oštećeni crkva, toranj i samostan sv. Franje Asiškog na Kaptolu. Urušio se dio stropa bazilike Srca Isusova u Palmotićevoj ulici, na Gornjem gradu oštećena je barokna crkva svete Katarine te crkva svetog Marka. Stradale je i crkva svetog Vinka u Frankopanskoj i samostan Sestara milosrdnica.
Zbog potresa u crkvi Uznesenja Blažene Djevice Marije u Remetama oštećena je prednja lađa crkve koja je bila pošteđena u potresu 1880. U tome prednjem dijelu oštećene su freske, a neki dijelovi su i uništeni. U Šestinama oštećena je crkva sv. Mirka. Također oštećena je u Granešini crkva Rođenja Blažene Djevice Marije. Osim unutrašnjosti, oštećen je nedavno obnovljeni toranj. Pao je strop crkve i uništio oltar, no kip Majke Božje Granešinske i svetohranište nisu oštećeni. Srušen je dio crkve Pohoda Blažene Djevice Marije u Čučerju. Štetu je pretrpjela i Župa Svih Svetih u Sesvetama.
Šteta je i u pravoslavnoj crkvi Sv. Preobraženja Gospodnjeg na Preradovićevom trgu.
Na groblju Mirogoj dijelovi arkada su uništeni, kapelica je također oštećena, a šteta je zabilježena i na nekim grobovima.

### Zdravstveni objekti
Zbog potresa zgrada Klinike za porodništvo u Petrovoj ulici nije sigurna pa je odlučeno da se novorođenčad privremeno premjesti u grijani šator u Kliničkoj bolnici Dubrava, koji je pripremljen za oboljele od koronavirusne bolesti COVID-19. U premještanju pomažu navijači i vojska, a u teškoj situaciji nakon potresa na svijet došle dvije bebe. Pripadnici Bad Blue Boysa i Torcide spašavali su inkubatore iz rodilišta i pomagali su očistiti nered uzrokovan potresom.
Evakuirani su pacijenti Klinike za plućne bolesti Jordanovac jer je procijenjeno da je statika te bolnice loša i da je zgrada nakon potresa opasna za boravak. Teška su oštećenja pretrpjele i glavna zgrada Ortopedije i Dermatologije na Šalati, ispražnjena je zgrada u Božidarevićevoj ulici i fizikalna terapija zasad se tamo ne odvija, oštećena je i zgrada Stomatologije u Gundulićevoj ulici. Oštećena je i najstarija zgrada Klinike za dječje bolesti u Klaićevoj ulici, poznata kao Fischerova zgrada iz 1908./1909. godine. Stara zgrada Klinike za traumatologiju KBC-a Sestre milosrdnice u Draškovićevoj također je oštećena.

### Javne i kulturne institucije
Palača Hrvatske akademije znanosti i umjetnosti na Strossmayerovu trgu, pretrpjela je oštećenja. Najteže je stradala knjižnica, slomio se pokrov staklenog atrija, stradala je Strossmayerova dvorana na drugom katu, dimnjak je oštećen, u jednoj dvorani pao je luster. Štetu je pretrpjela i Moderna galerija, gdje je srušen dimnjak, na Vranyczanyjevu palaču obrušila se ogromna količina cigle sa susjednog zida.
U potresu znatno je oštećena zgrada Hrvatske pošte u Jurišićevoj ulici te su tamošnji poštanski ured i poslovni prostori zatvoreni, a stradala je i nedavno obnovljena zgrada Hrvatskoga glazbenog zavoda u Gundulićevoj ulici. 
Glavna zgrada Pravnog fakulteta u Zagrebu, u kojoj je i Rektorat Sveučilišta u Zagrebu toliko je oštećena u potresu da se u nju više neće moći ulaziti. U potresu je teško stradao i Medicinski fakultet Sveučilišta u Zagrebu čije su sve zgrade na Šalati, osim Hrvatskog instituta za istraživanje mozga i zgrade, pretrpjele opsežna oštećenja te se, prema procjeni statičara, ne mogu koristiti. Na Školi narodnog zdravlja Andrija Štampar u Rockefellerovoj ulici oštećeni su nosivi zidovi i stepeništa.
Znatno je oštećena zgrada Muzeja za umjetnost i obrt, u kojoj su najvećim dijelom stradali drugi i treći kat Muzeja, restauratorske radionice specijalizirane za metal, keramiku i staklo, tekstil, slikarstvo i polikromnu skulpturu, urušen je dio krovišta te su oštećeni predmeti u dijelu stalnog postava. U Etnografskom muzeju uz stubište najviše su oštećeni radni prostori na drugom, trećem i četvrtom katu. Na freskama Otona Ivekovića u kupoli središnjeg prostora, vidljive su dodatne pukotine, unutar izložbenog prostora razbijena su stakla na vitrinama, dio predmeta je ispao i oštetio se. U samim depoima je najviše oštećena keramika i predmeti od stakla i gline. Hrvatski prirodoslovni muzej izvijestio je da je gornjogradska palača Amadeo u kojem je smješten pretrpio velika oštećenja na 1. i 2. katu zgrade u stalnom postavu te na eksponatima s aktualnih izložbi. Arheološki muzej u Zagrebu, koji se nalazi u palači Vranyczany-Dobrinović na Zrinjevcu, pretrpio je oštećenja zgrade i teža oštećenja stalnog postava i predmeta. Umjetnine s aktualne izložbe u Umjetničkom paviljonu ostale su netaknute, no zgrada iz 1898. znatno je oštećena, a ulaz u galeriju iz sigurnosnih je razloga zabranjen. U Muzeju grada Zagreba stalni postav ima neka manja oštećenja koja su nastala. Uglavnom su slike i drugi eksponati popadali sa zidova. Međutim, velikih oštećenja ima na susjednom objektu, gdje se Popov toranj jednim dijelom odvojio. Muzej upravlja s desetak objekata, donacija Zagrebu, među kojima je najviše štete u Zbirci dr. Ivana Ribara i Cate Dujšin-Ribar u Demetrovoj, Zbirci – Stanu arhitekta Viktora Kovačića u Masarykovoj, Memorijalnom prostoru Miroslava i Bele Krleža na Krležinom Gvozdu.
U potresu Hrvatsko narodno kazalište prošlo je bez znatnijih oštećenja, Gavelli je stradao dio krova, ZKM i Kerempuh bilježe manje štete, a najteže je stradalo kazalište Komedija, koje će po prvim procjenama zahtijevati veću sanaciju.
Zgrada Kolmar iz 1905. godine na Trgu bana Jelačića, u kojoj se nalazi Društvo hrvatskih književnika, tijekom potresa ostala je bez jednoga tornja, a drugi su iz mjera opreza tijekom istog dana srušili vatrogasci.
- Zagrebačka katedrala nakon potresa i uklanjanja drugog oštećenog vrha.
- Oštećena zgrada u Ilici.
- Oštećena zgrada u Đorđićevoj ulici.

## Potresi
| br | D   | Datum        | Vrijeme (SEV) | Koordinate      | Dubina [km] | MMI | magnituda | vrsta magnitude | izvor |
| -- | --- | ------------ | ------------- | --------------- | ----------- | --- | --------- | --------------- | ----- |
| 1  | -53 | 28.1. 2020.  | 5:53:07       | 45.97°N 16.05°E | 5           | IV  | 3.4       | ML              |       |
| 2  | -53 | 29. 1. 2020. | 23:20:30      | 45.99°N 16.11°E | 9           | III | 1.8       | ML              |       |
| 3  | -48 | 3. 2. 2020.  | 14:14:09      | 45.73°N 15.74°E | 10          | II  | 2.7       | ML              |       |
| 4  | -29 | 22. 2. 2020. | 21:09:54      | 45.65°N 15.55°E | 1           | F   | 1.6       | ML              |       |
| 5  | -8  | 14. 3. 2020. | 1:50:57       | 45.99°N 16.00°E | 5           | IV  | 2.9       | ML              |       |
| 6  | 0   | 22. 3. 2020. | 6:24:02       | 45.87°N 16.02°E | 10          | VII | 5.4       | MW              |       |
| 7  | 0   | 22. 3. 2020. | 7:01:20       | 45.87°N 16.00°E | 10          | VI  | 5.0       | mb              |       |
| 8  | 0   | 22. 3. 2020. | 7:41:05       | 45.89°N 16.02°E | 2           | V   | 3.7       | ML              |       |
| 9  | 0   | 22. 3. 2020. | 9:04:01       | 45.87°N 15.98°E | 7           | V   | 3.1       | ML              |       |
| 10 | 0   | 22. 3. 2020. | 9:10:26       | 45.87°N 15.95°E | 2           | V   | 3.0       | ML              |       |
| 11 | 0   | 22. 3. 2020. | 10:11:57      | 45.87°N 16.05°E | 4           | V   | 3.3       | ML              |       |
| 12 | 0   | 22. 3. 2020. | 16:15:13      | 45.78°N 15.99°E | 2           | III | 2.8       | ML              |       |
| 13 | 0   | 22. 3. 2020. | 19:00:20      | 45.83°N 15.98°E | 2           | III | 2.9       | ML              |       |
| 14 | +1  | 23. 3. 2020. | 3:00:30       | 45.88°N 16.02°E | 7           | IV  | 3.0       | ML              |       |
| 15 | +1  | 23. 3. 2020. | 11:12:53      | 45.85°N 15.96°E | 10          | IV  | 3.7       | ML              |       |
| 16 | +1  | 23. 3. 2020. | 20:49:54      | 45.85°N 15.72°E | 10          | III | 3.2       | ML              |       |
| 17 | +2  | 24. 3. 2020. | 20:53:49      | 45.88°N 15.98°E | 5           | IV  | 3.2       | ML              |       |
| 18 | +4  | 26. 3. 2020. | 1:17:54       | 45.90°N 15.99°E | 26          | III | 1.8       | ML              |       |
| 19 | +4  | 26. 3. 2020. | 7:12:27       | 45.88°N 16.03°E | 4           | III | 1.9       | ML              |       |
| 20 | +4  | 26. 3. 2020. | 9:38:52       | 45.90°N 15.99°E | 1           | III | 1.8       | ML              |       |
| 21 | +6  | 28. 3. 2020. | 13:48:56      | 45.87°N 16.16°E | 1           | III | 1.5       | ML              |       |
| 22 | +7  | 29. 3. 2020. | 4:19:32       | 45.83°N 16.03°E | 4           | III | 1.5       | ML              |       |
| 23 | +12 | 3. 4. 2020.  | 9:58:23       | 45.80°N 15.95°E | 2           | III | 2.6       | ML              |       |
| 24 | +14 | 5. 4. 2020.  | 10:43:59      | 45.88°N 15.99°E | 2           | III | 1.8       | ML              |       |
| 25 | +14 | 5. 4. 2020.  | 22:30:33      | 45.87°N 16.16°E | 10          | III | 2.0       | ML              |       |
| 26 | +19 | 9. 4. 2020.  | 18:19:25      | 45.88°N 16.01°E | 9           | III | 2.3       | ML              |       |
| 27 | +20 | 10. 4. 2020. | 8:50:03       | 45.88°N 16.04°E | 8           | III | 2.5       | ML              |       |
| 28 | +22 | 12. 4. 2020. | 3:20:35       | 45.87°N 16.06°E | 1           | III | 1.5       | ML              |       |
| 29 | +22 | 12. 4. 2020. | 15:31:02      | 45.85°N 16.09°E | 1           | III | 1.5       | ML              |       |
| 30 | +25 | 15. 4. 2020. | 17:42:53      | 45.87°N 16.09°E | 1           | III | 1.8       | ML              |       |
| 31 | +32 | 23. 4. 2020. | 9:52:34       | 45.82°N 15.95°E | 10          | IV  | 3.5       | ML              |       |
| 32 | +32 | 23. 4. 2020. | 9:59:43       | 45.88°N 15.99°E | 6           | IV  | 2.2       | ML              |       |
| 33 | +38 | 29. 4. 2020. | 5:37:39       | 45.88°N 15.99°E | 2           | III | 1.7       | ML              |       |
| 34 | +39 | 30. 4. 2020. | 5:26:12       | 45.88°N 16.03°E | 1           | III | 1.5       | ML              |       |
| 35 | +42 | 3. 5. 2020.  | 20:28:19      | 45.70°N 15.62°E | 4           | III | 1.6       | ML              |       |

Popis potresa jačine ML 1,5 ili više od 28. 1. – 3. 5. 2020. dostupan je na web stranicama EMSC-a: ovdje
Prikaz potresa jačine ML 1,5 ili više od 28. 1. – 3. 5. 2020. na Google karti dostupan je: ovdje

## Odjek
Čelnici europskih institucija izrazili su u nedjelju potporu Hrvatskoj nakon snažnog potresa koji je pogodio Zagreb i ponudili pomoć svojoj najmlađoj članici.
Sarajevska gradska vijećnica bila je osvijetljena licitarskim srcem u znak podrške Zagrebu. Britanski BBC prenio je vijest o snažnom potresu u Zagrebu navodeći kako je u njemu oštećena i zgrada Sabora, dok je američki Fox News prenio kako su rodilje u ogrtačima i svojim novorođenim bebama istrčale u dvorište rodilišta u Petrovoj bolnici. Naveli su i da je legendarna zagrebačka katedrala oštećena, kao i to da je bila obnovljena nakon velikog potresa 1880. godine.

## Potpora
Države ili međunarodne organizacije koje su Hrvatskoj pružile pomoć:
- Austrija – 100 obiteljskih šatora, 100 rasvjetnih kompleta za šatore, 800 kreveta i 200 vreća za spavanje[44]
- Bosna i Hercegovina:
  -  Hercegovačko-neretvanska županija – 100 000 KM (~387 000 HRK)[45]
- Crna Gora – 250 vreća za spavanje, 200 pokrivača, 200 grijalica, 100 podložaka za vreće za spavanje i 30 šatora[44]
  -  Grad Kotor – 5 000 EUR (~38 000 HRK)[46]
- EU:
  - Mehanizam EU za civilnu zaštitu –  Hrvatska je aktivirala Mehanizam EU za civilnu zaštitu[47]
- Francuska – 120 kreveta, 120 vreća i 3 šatora[44]
- Italija – 26 šatora i više od tisuću podnica za šatore[44]
- Litva – 200 vreća za spavanje, 200 sklopivih kreveta, 21 šatora i 21 grijalicu[44]
- Mađarska – 200 sklopivih kreveta[44]
- Slovenija – 60 sklopivih kreveta i vreća za spavanje, 20 grijalica i 10 šatora[44]

Caritas Zagrebačke nadbiskupije podijelio je tijekom šest mjeseci od potresa 50 tona pomoći u prehrambenim i higijenskim potrepštinama te 1,3 milijuna kuna novčane pomoći.

## Spomen
U Muzeju grada Zagreba održana je od 27. listopada 2022. do 30. ožujka 2023. izložba posvećena zagrebačkim potresima 1880. i 2020. godine.

### Anamarija Carević
Televizijska serija Metropolitanci HRT-a posvećena je Anamariji Carević, žrtvi potresa.
Na treću godišnjicu potresa i smrti Anamarije Carević te u njezino sjećanje, Alan Hržica objavio je spot „Samo ljubav ostaje” Mila Ostovića, na tekst Dobrile Zvonarov, uz gitarističku pratnju Andreja Grozdanova.
Zaklada »Anamarija Carević« utemeljena je 29. listopada 2020. i djeluje s ciljem obnove Bazilike Srca Isusova u Zagrebu. Budući pastoralni centar trebao bi nositi njezino ime.
Na obnovljenoj Osnovnoj školi dr. Ivana Merza, u rujnu 2022. godine osvanuo je mural s likom Anamarije i stihovima iz pjesme Heroj ulice Prljavoga kazališta: „Želio sam biti heroj ulice koji će promijeniti baš čitavi svijet”.
Nadbiskupska klasična gimnazija u Zagrebu pokrenula je projekt „Srce NKG-a – Anamarija Carević” u njezin spomen.

## Vanjske poveznice
- Dva snažna potresa u Zagrebu; Seizmološka služba: IZVJEŠĆA O POTRESIMA, pmf.unizg.hr
- Psihološke smjernice za roditelje: potres - kako si možemo pomoći  Arhivirana inačica izvorne stranice od 15. siječnja 2021. (Wayback Machine) Poliklinika za zaštitu djece i mladih Grada Zagreba